# Critérium du Québec 1979
Le Critérium du Québec 1979 (7ème Critérium Molson du Québec), disputé du 13 au 16 septembre 1979, est la soixante-et-onzième manche du championnat du monde des rallyes (WRC) courue depuis 1973, et la huitième manche du championnat du monde des rallyes 1979.

## Contexte avant la course

### Le championnat du monde

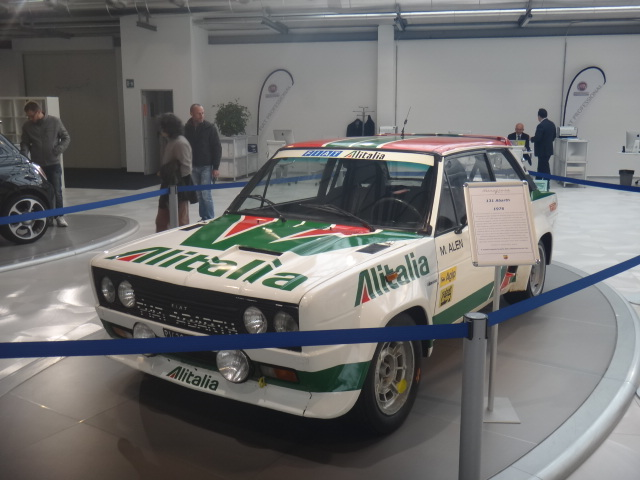
Champion en 1977 et 1978 avec ses 131 Abarth, Fiat n'a pas remis son titre en jeu cette saison.

Ayant succédé en 1973 au championnat international des marques (en vigueur de 1970 à 1972), le championnat du monde des rallyes s'appuie sur les plus célèbres épreuves routières internationales, telles le Rallye Monte-Carlo, le Safari ou le RAC Rally. Parallèlement au championnat des constructeurs, la Commission Sportive Internationale (CSI) a cette année introduit un championnat des pilotes qui remplace la controversée Coupe des conducteurs qui incluait également des épreuves de second plan. Le calendrier 1979 comprend douze manches (dont huit européennes), réservées aux voitures des catégories suivantes :
- Groupe 1 : voitures de tourisme de série
- Groupe 2 : voitures de tourisme spéciales
- Groupe 3 : voitures de grand tourisme de série
- Groupe 4 : voitures de grand tourisme spéciales

Seuls Ford et Datsun ont prévu de participer à la plupart des rallyes internationaux, le tenant du titre Fiat ayant fortement réduit sa présence en 1979. Le constructeur italien avait cependant prévu de disputer la manche québécoise, où ses 131 Abarth s'étaient imposées les deux années précédentes, mais a finalement renoncé après avoir essayé de négocier une augmentation des primes de départ avec les organisateurs du critérium. Victorieuses au dernier Safari, les Datsun groupe 2 ne peuvent cependant rivaliser avec les puissantes Escort groupe 4 dans les autres épreuves aussi le championnat est-il en passe d'être remporté par Ford, qui compte déjà trois victoires cette saison. Ses deux principaux pilotes, Björn Waldegård et Hannu Mikkola, sont quant à eux largement en tête du classement des pilotes.

### L'épreuve
Le Critérium du Québec a vu le jour en 1973 et fait partie du calendrier mondial depuis 1977. Malgré une organisation irréprochable, les promoteurs ont rencontré cette année plusieurs obstacle quant au déroulement de leur épreuve : l'impossibilité d'emprunter les pistes des parcs nationaux, jusqu'alors principal terrain des secteurs chronométrés et la crise économique ayant généré une faible participation. Grâce aux exploitants forestiers ayant ouvert leurs concessions, un grand nombre de spéciales sur terre a pu être maintenu, le parcours empruntant également des tronçons asphaltés et quelques autodromes nationaux. C'est malgré tout la dernière fois que ce rallye figure au championnat du monde, la FIA n'ayant pas retenu cette épreuve pour le calendrier 1980.

## Le parcours

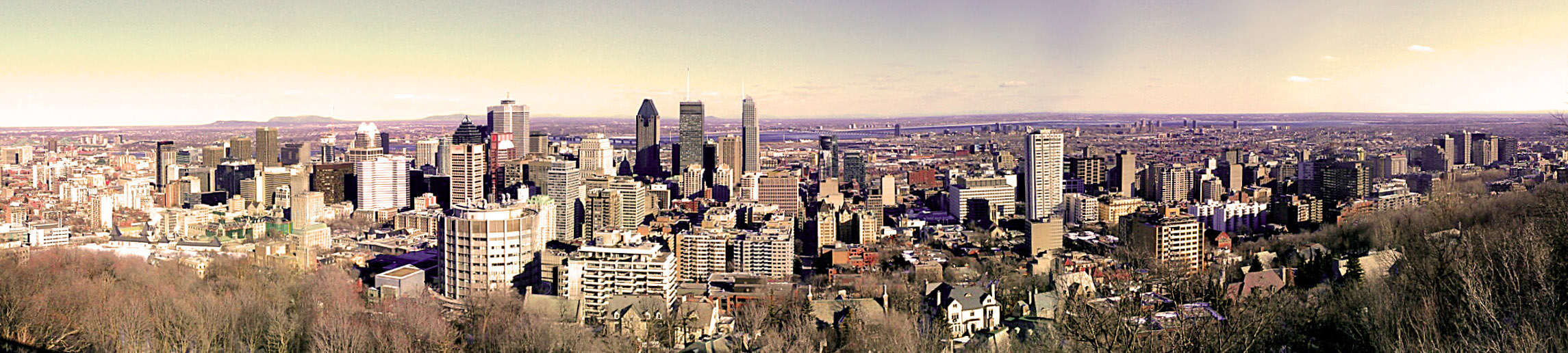
Le départ et l'arrivée du rallye auront lieu à Montréal.

- départ : 13 septembre 1979 de Montréal
- arrivée : 16 septembre 1979 à Montréal
- distance : 2006,5 km dont 387,3 km sur 25 épreuves spéciales (32 épreuves initialement prévues, pour un total de 503,7 km chronométrés)
- surface : terre (majoritairement) et asphalte
- Parcours divisé en trois étapes[4]

### Première étape
- Montréal - Sainte-Agathe-des-Monts - Montréal, du 13 au 14 septembre
- distance : 320,2 km dont 48,8 km sur 7 épreuves spéciales (8 épreuves initialement prévues, pour un total de 59 km chronométrés)

### Deuxième étape
- Montréal - Québec, du 14 au 15 septembre
- distance : 674 km dont 86,3 km sur 7 épreuves spéciales (10 épreuves initialement prévues, pour un total de 133,7 km chronométrés)

### Troisième étape
- Québec - Montréal, du 15 au 16 septembre
- distance : 1012,3 km dont 252,2 km sur 11 épreuves spéciales (14 épreuves initialement prévues, pour un total de 311 km chronométrés)

## Les forces en présence
- Ford

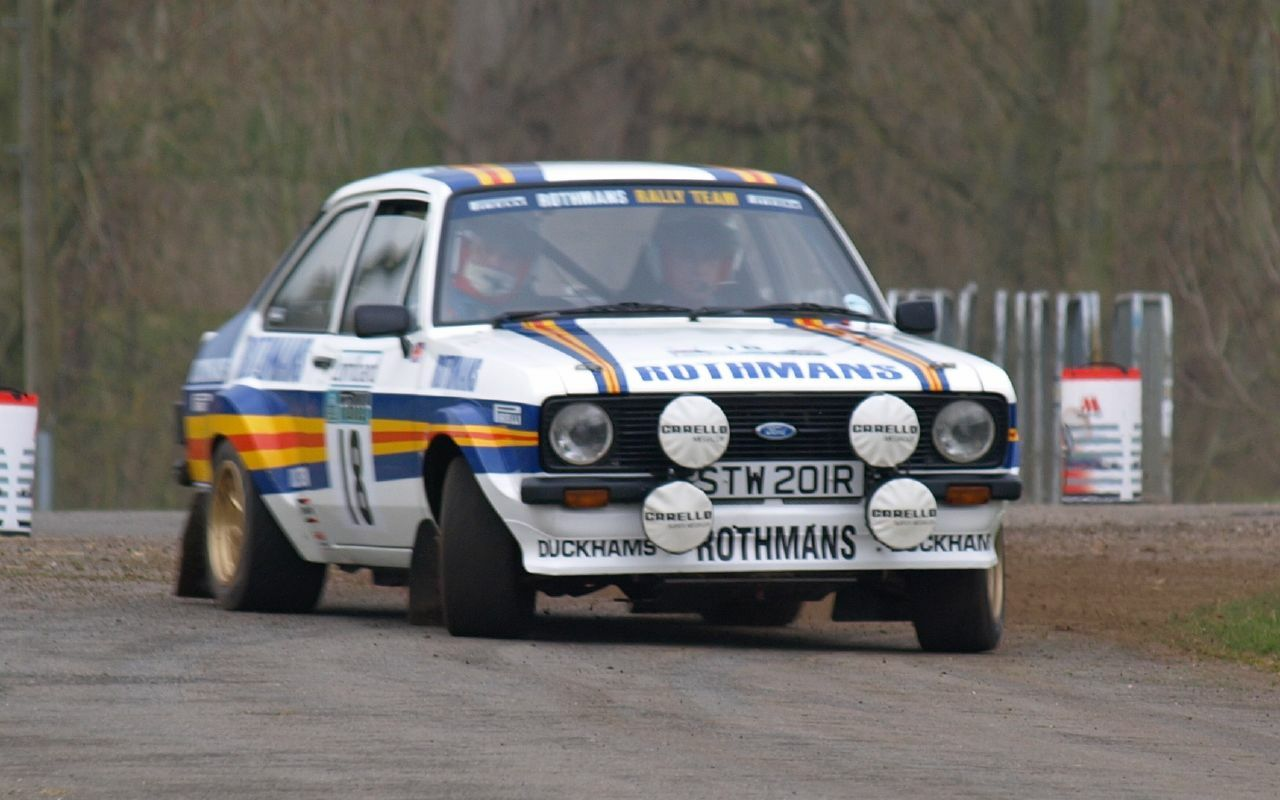
Les Escort RS1800 sont les favorites logiques de l'épreuve.

Comme aux 1000 lacs, l'usine a engagé deux Escort RS1800 groupe 4, pour Björn Waldegård et Ari Vatanen. Les deux voitures, chaussées par Dunlop, sont aux couleurs Rothmans. Leur moteur deux litres seize soupapes, alimenté par carburateurs, développe 270 chevaux. Seules voitures officielles du groupe 4, elles sont largement favorites. En 1977, Vatanen avait dominé l'épreuve sur son Escort avant d'être éliminé à cause d'un banal court-circuit.
- Datsun

À la fois pilote et directeur sportif de la marque japonaise, Andy Dawson dispose d'une des deux berlines 160J PA10 groupe 2 officielles, la seconde étant aux mains de Timo Salonen. Disposant de près de 200 chevaux pour un poids de 965 kg, ces modèles s'avèrent particulièrement fiables dominent leur catégorie et pourraient viser la victoire absolue si les conditions de course s'avéraient difficiles. Elles utilisent également des pneus Dunlop. Le pilote néo-zélandais Rod Millen, qui dispute cette saison le championnat nord-américain, a engagé un modèle identique et bénéficie de l'assistance de l'usine. Quelques pilotes locaux défendent également les couleurs de la marque, la plupart sur des anciens modèles de type 510.
- Toyota

Bénéficiant du soutien de l'importateur local de la marque, le Finno-Canadien Taisto Heinonen s'aligne sur un coupé Celica RA40 groupe 2 (1000 kg, moteur quatre cylindres deux litres, 180 chevaux à 7300 tr/min), équipé de pneus Pirelli. De son côté, le Canadien John Nixon, sur une Celica de série, visera la victoire en groupe 1.
- Triumph

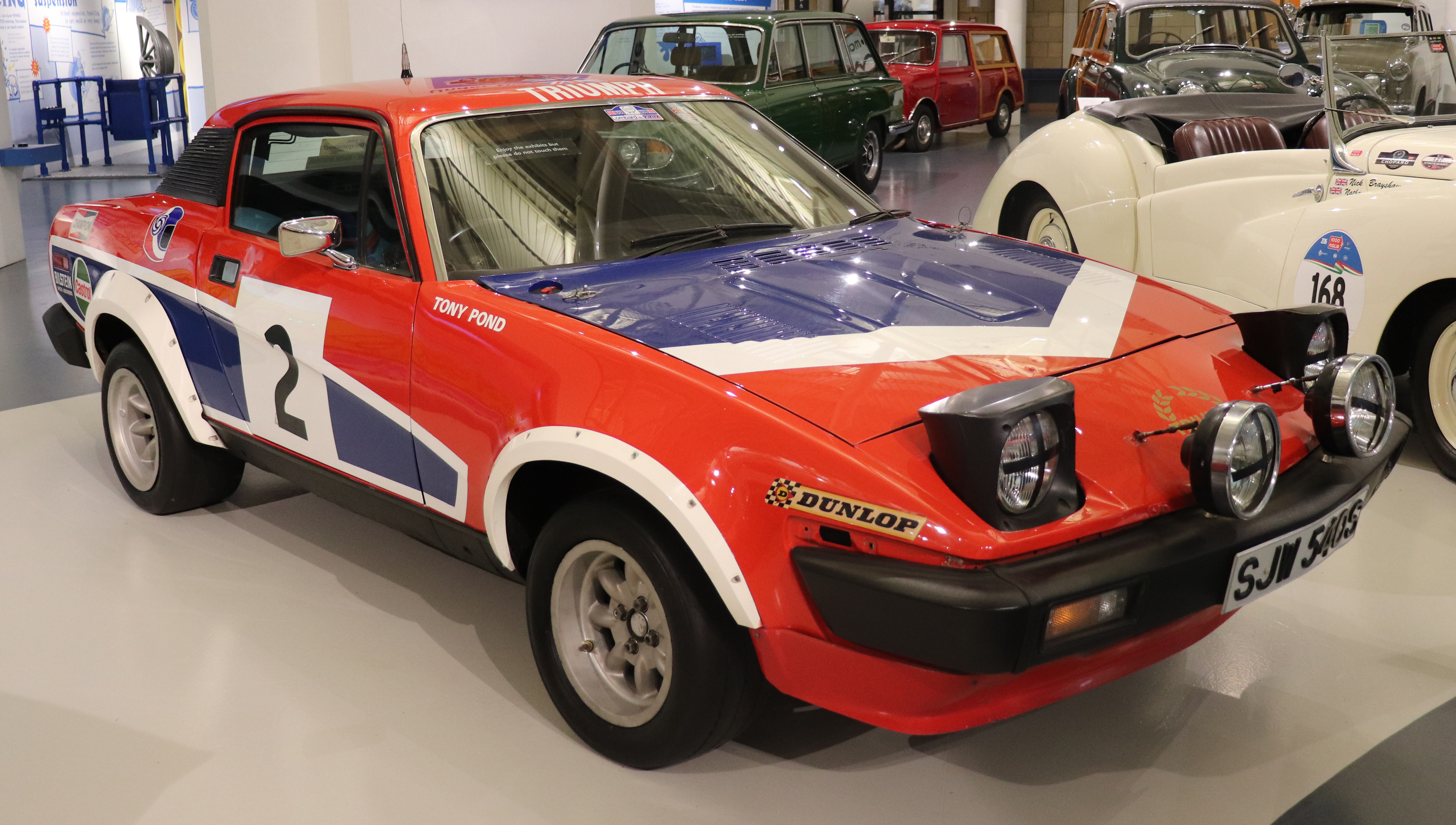
La puissante Triumph TR7 V8 groupe 4

L'importateur local du groupe British Leyland a préparé une Triumph TR7 V8 groupe 4 (1150 kg, moteur V8 de 3500 cm3, 285 chevaux) pour l'Américain Jon Woodner, qui utilise des pneus Dunlop.
- Citroën

Comme en Finlande, le Français Jean-Paul Luc s'aligne sur une CX GTI groupe 2.
- Mitsubishi

La marque vise la victoire en tourisme de série avec la Mirage de l'Américain Hendrik Blok. Le Québécois Paul Bourgeois peut également espérer un résultat probant dans cette catégorie.
- Peugeot

Claude Laurent dispose du coupé 104 ZS groupe 2 du concessionnaire Peugeot de Chambéry, voiture utilisée par Alain Coppier lors du dernier rallye des 1000 Pistes.
- Renault

Renault-Canada a engagé une Renault 5 TS groupe 2 pour le Québécois Jean-Paul Perusse, qui vient de mettre fin à sa collaboration avec Triumph.

## Déroulement de la course

### Première étape

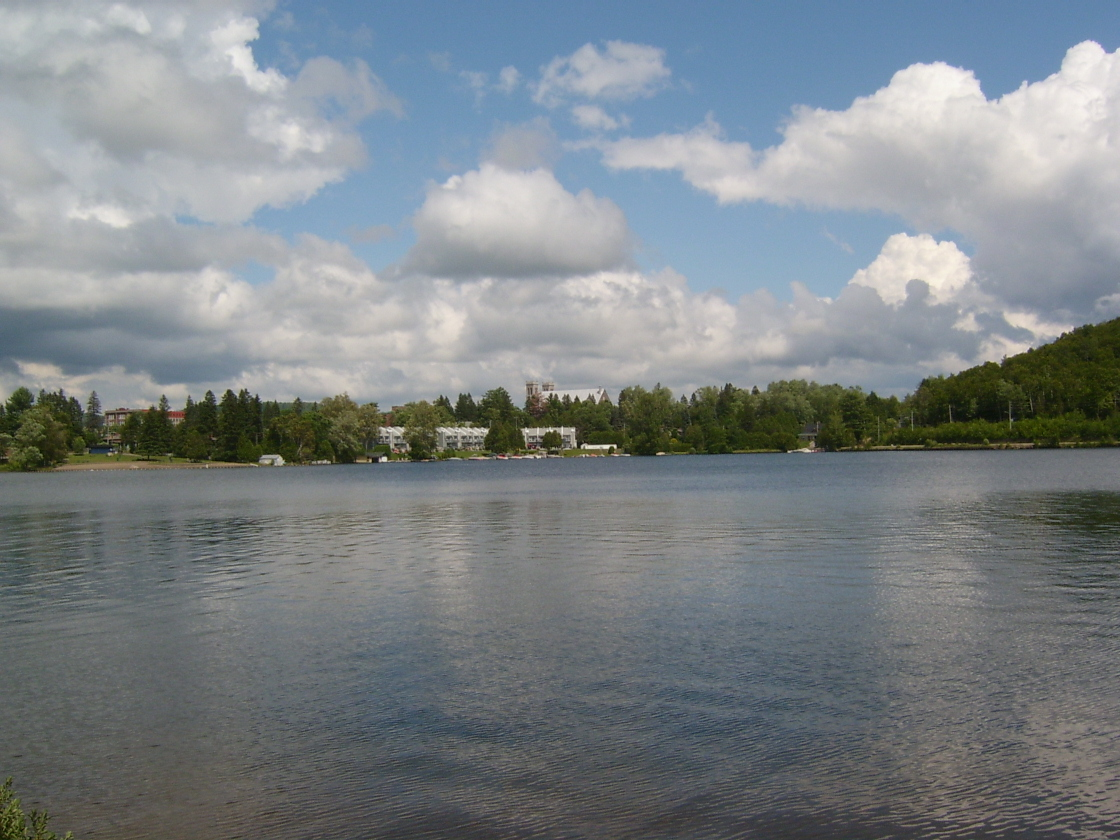
Le lac des Sables, sur le parcours de la première étape. Au fond, la ville de Sainte-Agathe-des-Monts.

Les 39 équipages partent de l’hôtel Sheraton de Montréal le jeudi après-midi, en direction de Sainte-Agathe-des-Monts. Les routes sont alors bien sèches en cette fin d'été. Très court (2,3 km), le premier secteur chronométré se déroule dans l'Ile-des-Soeurs ; il est parcouru à deux reprises et les Ford Escort de Björn Waldegård et d'Ari Vatanen se mettent immédiatement en évidence, prenant les deux premières places devant la Datsun de Rod Millen. Sur les pistes longeant les lacs, les Ford confirment leur domination et se partagent les meilleurs temps lors des épreuves nocturnes. Elles regagnent Montréal sans avoir été inquiétés par leurs adversaires, Vatanen remportant l'étape avec dix-sept secondes d'avance sur Waldegård. Troisième sur sa Datsun, Timo Salonen est en tête du groupe 2, juste devant ses coéquipiers Andy Dawson et Millen, alors que Taisto Heinonen, un moment quatrième sur sa Toyota, a perdu deux places à la suite d'une crevaison. En tourisme de série, la lutte est très serrée entre la Mitsubishi d'Hendrik Blok et la Toyota de John Nixon, seulement séparés de dix secondes. Huit équipages ont abandonné, dont le Français Jean-Paul Luc sur Citroën CX, victime à mi-parcours d'une sortie de route provoquée par des problèmes de suspension.
| Pos. | Pilote          | Copilote         | Voiture               | Groupe | Temps       | Écart        |
| ---- | --------------- | ---------------- | --------------------- | ------ | ----------- | ------------ |
| 1    | Ari Vatanen     | David Richards   | Ford Escort RS1800    | 4      | 24 min 36 s |              |
| 2    | Björn Waldegård | Hans Thorszelius | Ford Escort RS1800    | 4      | 24 min 53 s | + 17 s       |
| 3    | Timo Salonen    | Seppo Harjanne   | Datsun 160J PA10      | 2      | 26 min 20 s | + 1 min 44 s |
| 4    | Andy Dawson     | Kevin Gormley    | Datsun 160J PA10      | 2      | 27 min 07 s | + 2 min 31 s |
| 5    | Rod Millen      | John Bellefleur  | Datsun 160J PA10      | 2      | 27 min 11 s | + 2 min 35 s |
| 6    | Taisto Heinonen | Erkki Nyman      | Toyota Celica 2000 GT | 2      | 28 min 18 s | + 3 min 42 s |
| 7    | Jon Woodner     | Jerry Hinkle     | Triumph TR7 V8        | 4      | 29 min 44 s | + 5 min 08 s |
| 8    | Nicole Quimet   | Yves Fontaine    | Datsun 510            | 2      | 32 min 17 s | + 7 min 41 s |
| 9    | Hendrik Blok    | Doug Shepherd    | Mitsubishi Mirage     | 1      | 32 min 19 s | + 7 min 43 s |
| 10   | John Nixon      | Lynn Nixon       | Toyota Celica 2000 GT | 1      | 32 min 29 s | + 7 min 53 s |

### Deuxième étape
Les conditions de course se sont nettement détériorées le vendredi : des trombes d'eau se sont abattues sur le parcours de la seconde étape, entre Montréal et Québec, conséquence du cyclone Frédéric. Les deux premiers secteurs chronométrés s'avèrent impraticables et les concurrents se dirigent directement vers Maskinongé. Vatanen s'impose à nouveau, portant son avance sur Waldegård à plus de trente secondes. Ce dernier réduit légèrement son retard sur le circuit Trois-Rivières et les deux coéquipiers font ensuite presque jeu égal dans le court secteur de Shawinigan, à l'issue duquel l'écart entre les deux Ford de tête est de vingt-huit secondes. Le pilote finlandais va cependant perdre son avantage dans la spéciale suivante à cause d'une crevaison lui coûtant plus de deux minutes. Waldegård prend le commandement tandis que Vatanen, désormais second, conserve plus d'une minute d'avance sur les trois Datsun de Salonen, Millen et Dawson, toujours groupées. Malgré l'état des pistes, transformées en véritables bourbiers, les organisateurs maintiennent au programme la spéciale de Tawachiche. Le parcours de près de vingt-quatre kilomètres comporte de nombreux passages à gué, dont l'un, plus profond, va bouleverser la physionomie de la course : les Ford de tête vont s'en extraire péniblement en hoquetant, pour tomber toutes deux en panne à quelques mètres l'une de l'autre, moteur noyé. Tandis que Vatanen se contente d'un simple essuyage des bougies avant de tenter une remise en route, Waldegård prend en plus la peine de débrancher l'allumage de son Escort et d'actionner le démarreur afin d’évacuer rapidement l'eau des cylindres. Une fois les bougies rebranchées, le moteur repart, mais le Suédois a tout de même perdu plus de six minutes ; il chute à la quatrième place derrière les trois Datsun, Salonen s'emparant ainsi de la première place devant Millen et Dawson. Vatanen va quant à lui perdre plus de douze minutes avant de pouvoir reprendre la course, plongeant à la sixième place derrière la Toyota d'Heinonen.
La spéciale suivante, impraticable, ayant été annulée par les organisateurs, il ne reste plus que deux courts secteurs chronométrés à disputer avant de rejoindre Québec. C'est toutefois le parcours de liaison qui va s'avérer la principale difficulté de cette fin d'étape, de nombreux concurrents ne parvenant pas à respecter le temps imparti. Millen et Dawson sont ainsi pénalisés de quelques minutes, permettant à Waldegård de remonter en seconde position ; il termine l'étape avec plus de trois minutes de retard sur Salonen, seul des pilotes officiels Datsun à avoir évité les pénalisations routières. Dawson et Millen, respectivement troisième et quatrième, comptent désormais plus de cinq minutes de retard sur leur chef de file. Huitième au classement général, Blok n'a plus d'adversaire en groupe 1, Nixon étant sorti de la route dans le secteur de Shawinigan. Beaucoup ont renoncé au cours de cette seconde journée et seuls dix-huit équipages restent en course.
| Pos. | Pilote          | Copilote         | Voiture               | Groupe | Temps           | Écart         |
| ---- | --------------- | ---------------- | --------------------- | ------ | --------------- | ------------- |
| 1    | Timo Salonen    | Seppo Harjanne   | Datsun 160J PA10      | 2      | 1 h 19 min 57 s |               |
| 2    | Björn Waldegård | Hans Thorszelius | Ford Escort RS1800    | 4      | 1 h 23 min 02 s | + 3 min 05 s  |
| 3    | Andy Dawson     | Kevin Gormley    | Datsun 160J PA10      | 2      | 1 h 25 min 01 s | + 5 min 04 s  |
| 4    | Rod Millen      | John Bellefleur  | Datsun 160J PA10      | 2      | 1 h 25 min 10 s | + 5 min 13 s  |
| 5    | Taisto Heinonen | Erkki Nyman      | Toyota Celica 2000 GT | 2      | 1 h 28 min 18 s | + 8 min 21 s  |
| 6    | Ari Vatanen     | David Richards   | Ford Escort RS1800    | 4      | 1 h 30 min 31 s | + 10 min 34 s |
| 7    | Jon Woodner     | Jerry Hinkle     | Triumph TR7 V8        | 4      | 1 h 36 min 20 s | + 16 min 23 s |
| 8    | Hendrik Blok    | Doug Shepherd    | Mitsubishi Mirage     | 1      | 1 h 40 min 01 s | + 20 min 04 s |
| 9    | L. Taylor       | Kock             | Datsun 510            | 2      | 1 h 42 min 20 s | + 22 min 23 s |
| 10   | Claude Laurent  | Jacques Marché   | Peugeot 104 ZS        | 2      | 1 h 43 min 43 s | + 23 min 46 s |

### Troisième étape
La dernière étape est la plus longue et ramène les concurrents à Montréal. Les pilotes Ford attaquent d'emblée, se montrant nettement plus rapides que lors des deux premières étapes où la victoire leur semblait assurée. Waldegård revient rapidement sur Salonen, lui reprenant une seconde au kilomètre. A ce rythme, et malgré l'annulation de quatre secteurs toujours impraticable, il est en mesure de jouer la victoire. Vatanen est encore plus impressionnant : remportant quatre spéciales d'affilée, il reprend bientôt la cinquième place à Heinonen et menace directement Millen et Dawson. Annulé la veille, le secteur de Rivière-aux-Brochets, long de près de trente-cinq kilomètres, est jugé praticable. Le plus rapide, Waldegård reprend près de cinquante secondes à Salonen ; malgré des problèmes de blocage de boîte, son retard n'est plus que de vingt-cinq secondes. Vatanen n'est pas en reste, il remonte en troisième position devant Dawson, alors que Millen a dû abandonner à cause d'un problème de transmission. Et sur les quarante-huit kilomètres de la spéciale suivante, Waldegård reprend le commandement, pour vingt-quatre secondes. La course semble alors jouée, la Datsun de Salonen ne pouvant rivaliser avec les Ford. A plus de sept minutes, Vatanen est toutefois beaucoup trop loin pour viser la seconde place. Si Waldegård accroît logiquement son avance dans le secteur suivant, il est victime d'une crevaison dans l'antépénultième épreuve spéciale, perdant environ une minute sur Salonen qui se retrouve de nouveau en tête avec une avance d'une trentaine de secondes. Mais le Suédois, au prix d'une belle attaque, reprend peu après le commandement, définitivement cette fois malgré une dernière alerte dans les derniers kilomètres : carter de boîte crevé, l'Escort perd énormément d'huile et le copilote Hans Thorszelius va devoir effectuer de fréquents appoints sur les trois cents kilomètres du parcours de liaison final, neuf litres devant être ajoutés avant l’arrivée victorieuse à Montréal. Salonen termine à seulement trente-huit secondes et remporte aisément le groupe 2. Écarté de la victoire après l'incident du moteur noyé, Vatanen termine troisième devant la Datsun de Dawson et la Toyota d'Heinonen. La sixième place était acquise à Jon Woodner, mais ce dernier a abandonné sur l'ultime parcours de liaison, le moteur de sa Triumph ayant explosé. Sa place est prise par Blok, net vainqueur du groupe 1 sur sa Mitsubishi.

### Classements intermédiaires
Classements intermédiaires des pilotes après chaque épreuve spéciale

### Classement général

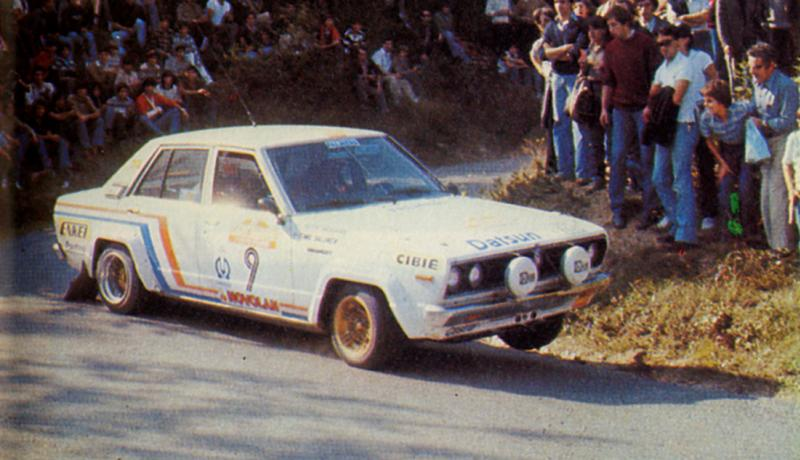
La Datsun 160J de Timo Salonen est passée à deux doigts de la victoire.

| Pos | No | Pilote          | Copilote         | Voiture               | Temps           | Écart             | Groupe |
| --- | -- | --------------- | ---------------- | --------------------- | --------------- | ----------------- | ------ |
| 1   | 2  | Björn Waldegård | Hans Thorszelius | Ford Escort RS1800    | 3 h 35 min 32 s |                   | 4      |
| 2   | 8  | Timo Salonen    | Seppo Harjanne   | Datsun 160J PA10      | 3 h 36 min 10 s | + 38 s            | 2      |
| 3   | 1  | Ari Vatanen     | David Richards   | Ford Escort RS1800    | 3 h 41 min 50 s | + 6 min 18 s      | 4      |
| 4   | 20 | Andy Dawson     | Kevin Gormley    | Datsun 160J PA10      | 3 h 50 min 55 s | + 15 min 23 s     | 2      |
| 5   | 4  | Taisto Heinonen | Erkki Nyman      | Toyota Celica 2000 GT | 3 h 56 min 21 s | + 20 min 49 s     | 2      |
| 6   | 5  | Hendrik Blok    | Doug Shepherd    | Mitsubishi Mirage     | 4 h 41 min 56 s | + 1 h 06 min 24 s | 1      |
| 7   | 39 | Jack Swayze     | Izim Okerem      | Datsun 160J PA10      | 4 h 50 min 27 s | + 1 h 14 min 55 s | 1      |
| 8   | 30 | Claude Laurent  | Jacques Marché   | Peugeot 104 ZS        | 4 h 52 min 35 s | + 1 h 17 min 03 s | 2      |
| 9   | 11 | Nicole Quimet   | Yves Fontaine    | Datsun 510            | 5 h 04 min 05 s | + 1 h 28 min 33 s | 2      |
| 10  | 35 | Paul Bourgeois  | Robert Blouin    | Mitsubishi Colt       | 5 h 06 min 01 s | + 1 h 30 min 29 s | 1      |

### Hommes de tête
- ES1 :  Ari Vatanen -  David Richards (Ford Escort RS1800) &  Björn Waldegård -  Hans Thorszelius (Ford Escort RS1800)
- ES2 à ES3 :  Björn Waldegård -  Hans Thorszelius (Ford Escort RS1800)
- ES4 à ES13 :  Ari Vatanen -  David Richards (Ford Escort RS1800)
- ES14 :  Björn Waldegård -  Hans Thorszelius (Ford Escort RS1800)
- ES15 à ES27 :  Timo Salonen -  Seppo Harjanne (Datsun 160J PA10)
- ES28 à ES29 :  Björn Waldegård -  Hans Thorszelius (Ford Escort RS1800)
- ES30 :  Timo Salonen -  Seppo Harjanne (Datsun 160J PA10)
- ES31 à ES32 :  Björn Waldegård -  Hans Thorszelius (Ford Escort RS1800)

### Vainqueurs d'épreuves spéciales
- Ari Vatanen -  David Richards (Ford Escort RS1800) : 16 spéciales (ES 1, 4 à 8, 11, 13, 17 à 19, 21, 22, 24, 28, 30)
- Björn Waldegård -  Hans Thorszelius (Ford Escort RS1800) : 10 spéciales (ES 1, 2, 12, 14, 18, 25 à 27, 31, 32)
- Timo Salonen -  Seppo Harjanne (Datsun 160J PA10) : 1 spéciale (ES 15)

## Résultats des principaux engagés
| No | Pilote            | Copilote             | Voiture               | Groupe | Classement général                         | Class. groupe |
| -- | ----------------- | -------------------- | --------------------- | ------ | ------------------------------------------ | ------------- |
| 1  | Ari Vatanen       | David Richards       | Ford Escort RS1800    | 4      | 3e à 6 min 18 s                            | 2e            |
| 2  | Björn Waldegård   | Hans Thorszelius     | Ford Escort RS1800    | 4      | 1er                                        | 1er           |
| 3  | Timo Salonen      | Seppo Harjanne       | Datsun 160J PA10      | 2      | 2e à 38 s                                  | 1er           |
| 4  | Taisto Heinonen   | Erkki Nyman          | Toyota Celica 2000 GT | 2      | 5e à 20 min 49 s                           | 3e            |
| 5  | Hendrik Blok      | Doug Shepherd        | Mitsubishi Mirage     | 1      | 6e à 1 h 06 min 24 s                       | 1er           |
| 6  | Jean-Paul Perusse | Marie-Pierre Laforet | Renault 5 TS          | 2      | ab. dans la 4e spéciale (accident)         | -             |
| 7  | Jon Woodner       | Jerry Hinkle         | Triumph TR7 V8        | 4      | ab. après la 32e spéciale (moteur explosé) | -             |
| 9  | Jean-Paul Luc     | Bruno Charbonnier    | Citroën CX 2400 GTI   | 2      | ab. dans la 5e spéciale (sortie de route)  | -             |
| 11 | Nicole Quimet     | Yves Fontaine        | Datsun 510            | 2      | 9e à 1 h 28 min 33 s                       | 5e            |
| 15 | Bo Skowronnek     | Catherine Skowronnek | Datsun 510            | 2      | ab. dans la 5e spéciale (sortie de route)  | -             |
| 20 | Andy Dawson       | Kevin Gormley        | Datsun 160J PA10      | 2      | 4e à 15 min 23 s                           | 2e            |
| 24 | Rod Millen        | John Bellefleur      | Datsun 160J PA10      | 2      | ab. dans la 27e spéciale (demi-arbre)      | -             |
| 30 | Claude Laurent    | Jacques Marché       | Peugeot 104 ZS        | 2      | 8e à 1 h 17 min 03 s                       | 4e            |
| 33 | John Nixon        | Lynn Nixon           | Toyota Celica 2000 GT | 1      | ab. dans la 13e spéciale (sortie de route) | -             |
| 35 | Paul Bourgeois    | Robert Blouin        | Mitsubishi Colt       | 1      | 10e à 1 h 30 min 29 s                      | 3e            |
| 39 | Jack Swayze       | Izim Okerem          | Datsun 160J PA10      | 1      | 7e à 1 h 14 min 55 s                       | 2e            |

## Classements des championnats à l'issue de la course

### Constructeurs
- attribution des points : 10, 9, 8, 7, 6, 5, 4, 3, 2, 1 respectivement aux dix premières marques de chaque épreuve, additionnés de 8, 7, 6, 5, 4, 3, 2, 1 respectivement aux huit premières de chaque groupe (seule la voiture la mieux classée de chaque constructeur marque des points). Les points de groupe ne sont attribués qu'aux concurrents ayant terminé dans les dix premiers au classement général.
- seuls les sept meilleurs résultats (sur douze épreuves) sont retenus pour le décompte final des points.

| Pos. | Marque        | Points | M-C  | SUE  | POR  | SAF  | ACR  | NZL  | FIN  | QUE  | SAN | COR | RAC | BAN |
| ---- | ------------- | ------ | ---- | ---- | ---- | ---- | ---- | ---- | ---- | ---- | --- | --- | --- | --- |
| 1    | Ford          | 120    | 9+7  | 9+7  | 10+8 | -    | 10+8 | 10+8 | 9+7  | 10+8 |     |     |     |     |
| 2    | Datsun        | 94     | -    | 2+6  | 7+7  | 10+8 | 9+8  | 1+5  | 6+8  | 9+8  |     |     |     |     |
| 3    | Fiat          | 59     | 8+6  | 7+5  | -    | 8+7  | -    | -    | 10+8 | -    |     |     |     |     |
| 4    | Toyota        | 38     | -    | -    | 8+8  | -    | -    | -    | 4+6  | 6+6  |     |     |     |     |
| 5    | Vauxhall      | 24     | -    | 8+6  | -    | -    | -    | 6+4  | -    | -    |     |     |     |     |
| 5=   | Renault       | 24     | 3+8  | -    | -    | -    | 7+6  | -    | -    | -    |     |     |     |     |
| 7    | Opel          | 22     | -    | 5+8  | 3+6  | -    | -    | -    | -    | -    |     |     |     |     |
| 8    | Lancia        | 18     | 10+8 | -    | -    | -    | -    | -    | -    | -    |     |     |     |     |
| 8=   | Saab          | 18     | -    | 10+8 | -    | -    | -    | -    | -    | -    |     |     |     |     |
| 10   | Mercedes-Benz | 17     | -    | -    | -    | 9+8  | -    | -    | -    | -    |     |     |     |     |
| 11   | Mitsubishi    | 13     | -    | -    | -    | -    | -    | -    | -    | 5+8  |     |     |     |     |
| 12   | Audi          | 11     | -    | -    | 5+6  | -    | -    | -    | -    | -    |     |     |     |     |
| 13   | Mazda         | 10     | -    | -    | -    | -    | -    | 3+7  | -    | -    |     |     |     |     |
| 14   | Porsche       | 8      | 5+3  | -    | -    | -    | -    | -    | -    | -    |     |     |     |     |
| 14=  | Peugeot       | 8      | -    | -    | -    | -    | -    | -    | -    | 3+5  |     |     |     |     |
| 16   | Triumph       | 7      | -    | -    | -    | -    | -    | -    | 3+4  | -    |     |     |     |     |
| 17   | Škoda         | 6      | -    | -    | -    | -    | 3+3  | -    | -    | -    |     |     |     |     |
| 17=  | Volvo         | 6      | -    | 1+5  | -    | -    | -    | -    | -    | -    |     |     |     |     |
| 19   | Lada          | 4      | -    | -    | -    | -    | 2+2  | -    | -    | -    |     |     |     |     |

### Pilotes
- attribution des points : 20, 15, 12, 10, 8, 6, 4, 3, 2, 1 respectivement aux dix premiers de chaque épreuve.
- seuls les sept meilleurs résultats (sur douze épreuves) sont retenus pour le décompte final des points.

| Pos. | Pilote              | Marque               | Points | M-C | SUE | POR | SAF | ACR | NZL | FIN | QUE | SAN | COR | RAC | BAN |
| ---- | ------------------- | -------------------- | ------ | --- | --- | --- | --- | --- | --- | --- | --- | --- | --- | --- | --- |
| 1    | Björn Waldegård     | Ford, Mercedes-Benz¹ | 103    | 15  | 15  | 15  | 6¹  | 20  | -   | 12  | 20  |     |     |     |     |
| 2    | Hannu Mikkola       | Ford, Mercedes-Benz¹ | 71     | 8   | 8   | 20  | 15¹ | -   | 20  | -   | -   |     |     |     |     |
| 3    | Markku Alén         | Fiat                 | 54     | 12  | 10  | -   | 12  | -   | -   | 20  | -   |     |     |     |     |
| 4    | Ari Vatanen         | Ford                 | 40     | 1   | -   | -   | -   | -   | 12  | 15  | 12  |     |     |     |     |
| 5    | Timo Salonen        | Datsun               | 38     | -   | -   | -   | -   | 15  | -   | 8   | 15  |     |     |     |     |
| 6    | Bernard Darniche    | Lancia               | 20     | 20  | -   | -   | -   | -   | -   | -   | -   |     |     |     |     |
| 6=   | Stig Blomqvist      | Saab                 | 20     | -   | 20  | -   | -   | -   | -   | -   | -   |     |     |     |     |
| 6=   | Shekhar Mehta       | Datsun               | 20     | -   | -   | -   | 20  | -   | -   | -   | -   |     |     |     |     |
| 6=   | Andy Dawson         | Datsun               | 20     | -   | -   | 10  | -   | -   | -   | -   | 10  |     |     |     |     |
| 10   | Blair Robson        | Ford                 | 15     | -   | -   | -   | -   | -   | 15  | -   | -   |     |     |     |     |
| 11   | Harry Källström     | Datsun               | 14     | -   | -   | -   | 2   | 12  | -   | -   | -   |     |     |     |     |
| 12   | Pentti Airikkala    | Vauxhall             | 12     | -   | 12  | -   | -   | -   | -   | -   | -   |     |     |     |     |
| 12=  | Ove Andersson       | Toyota               | 12     | -   | -   | 12  | -   | -   | -   | -   | -   |     |     |     |     |
| 14   | Jean-Claude Andruet | Fiat                 | 10     | 10  | -   | -   | -   | -   | -   | -   | -   |     |     |     |     |
| 14=  | Andrew Cowan        | Mercedes-Benz        | 10     | -   | -   | -   | 10  | -   | -   | -   | -   |     |     |     |     |
| 14=  | Jean Ragnotti       | Renault              | 10     | -   | -   | -   | -   | 10  | -   | -   | -   |     |     |     |     |
| 14=  | Paul Adams          | Ford                 | 10     | -   | -   | -   | -   | -   | 10  | -   | -   |     |     |     |     |
| 14=  | Ulf Grönholm        | Fiat                 | 10     | -   | -   | -   | -   | -   | -   | 10  | -   |     |     |     |     |
| 19   | Carlos Torres       | Ford                 | 8      | -   | -   | 8   | -   | -   | -   | -   | -   |     |     |     |     |
| 19=  | Rauno Aaltonen      | Datsun               | 8      | -   | -   | -   | 8   | -   | -   | -   | -   |     |     |     |     |
| 19=  | 'Iaveris'           | Ford                 | 8      | -   | -   | -   | -   | 8   | -   | -   | -   |     |     |     |     |
| 19=  | Shane Murland       | Vauxhall             | 8      | -   | -   | -   | -   | -   | 8   | -   | -   |     |     |     |     |
| 19=  | Taisto Heinonen     | Toyota               | 8      | -   | -   | -   | -   | -   | -   | -   | 8   |     |     |     |     |